# Drosophila burmae
Drosophila burmae är en tvåvingeart som beskrevs av Masanori Joseph Toda 1986. Drosophila burmae ingår i släktet Drosophila och familjen daggflugor.
Artens utbredningsområde är Myanmar.